# Акутни коронарни синдром
Акутни коронарни синдром (АКС) једна је од манифестација атеросклерозе којој обично претходи акутна тромбоза, изазвана руптуром или ерозијом атеросклеротског плака, са пратећом вазоконстрикцијом или без ње, узрокујући изненадно и критично смањење у крвном протоку. Иако се за атеросклерозу може рећи да је релативно бенигна хронична болест, она је то све док се не трансформише у озбиљну акутну болест изазвану коронарном тромбозом, која се манифестује као акутни коронарни синдром (АКС).
Акутни коронарни синдром карактерише се различитим клиничким манифестацијама, почев од оних  са нестабилном  ангином пекторис, преко оних са елевацијом СТ-сегмента и инфарктом миокарда (СТЕМИ), до оних са болом у грудима али без перзистентне елевације СТ-сегмента и инфарктом миокарда (НСТЕМИ). АКС је скоро увек повезане са руптуром  једног атеросклеротског плака и делимичном или потпуном тромбозом артерије одговорне за појаву инфаркта. Симптоми сва три синдрома су слични а укључују бол и друге тегобе у грудима са диспнејом или без ње, мучнину, презнојавање, страх од смрти. Дијагноза се поставља на основу анамнезе,  ЕКГ промена и позитивних или негативних биохемијских маркера.
Терапија се заснива на антитромбоцитним и антикоагулантних лековима, нитратима, β-блокаторима а код СТЕМИ, и на хитној реперфузији фибринолитика, перкутаној интервенцији или на хируршком премошћавању (бајпас) коронарних артерија.

## Значај АКС
Као најтежи облик исхемијске болести срца, акутни коронарни синдром (АКС) је један од најчешћих узрока ургентног пријема у болницу и изненадне смрти у развијеним деловима света, а последњих неколико деценија и у земљама у развоју. Према подацима Светске здравствене организације (СЗО), просечно годишње у свету само од акутног инфаркта миокарда оболи 6 милиона
људи, при чему се смртни исход јавља у више од 25% случајева.
У 21. веку АКС представља главни изазов за развијена, а све више и неразвијена друштва и њихову здравствену службу због:
- Хитне клиничке презентације, која намеће добру организацију ургентне медицине и примарне здравствене заштите.
- Потребе за високо организованим и добро опремљеним медицинским системима за превенцију и лечење кардиоваскуларних болести.
- Значајног морбидитет и морталитета, што значајно умањује материјалне и људске потенцијале једне земље.
- Све већег раста учесталости болесника са нестабилном ангином пекторис и НЕСТЕМИ (NSTAIM) инфарктом миокарда.
- Тога што и поред напретка медицине и савремене терапије болесници са АКС и даље имају лош исход. Од болесника са АКС, 36% ће на крају бити са дијагнозом инфаркта миокарда. Док је 30-дневни и 6-месечни

морталитет болесника са акутним коронарним синдромом висок у оних са повишеним концентрацијама тропонина и девијацијом СТ сегмента на ЕКГ, али и код болесника са нестабилном ангином пекторис.

## Епидемиологија
Акутни коронарни синдром из категорије болесника са инфарктом миокарда са СТ елевација (СТЕМИ категорија), чешћи је нпр. у Србији него НСТЕ-АКС. Болесници са СТЕМИ имају нешто већи болнички морталитет од оних са НСТЕ-АКС (7% према 5%), док је после 6 месеци бројност морталитета код оба стања веома слични (12% односно 13%).
Доказано је да је НСТЕМИ акутни коронарни синдром најчешћи код болесника који су на дијализи (код око 50% болесника у поређењу са 33% појаве код болесника који нису на дијализи). Интрахоспитални морталитет код болесника на дијализи креће се око 12%. Већи шестомесечни морталитет (13% према 4%), инциденца рекурентног миокардног инфаркта (7,6% према 2,9%) и непланираних хоспитализација (31% према 18%), откривено је код оних који су преживели и били отпуштени из болнице. Исход код пацијената који су на дијализи је лошији од предвиђеног GRACE скора када се ради о интрахоспиталне морталитету и износи 7,8% према 12%. Ово показује да је GRACE скор потценио значајан ризик код ових пацијената.
Постоје докази да жене, за разлику од мушкараца, чешће имају коронарне догађаје без типичних симптома. Тиме се може објаснити зашто је лекарима теже да код жена одмах поставе дијагнозу АКС.

## Етиопатогенеза
И поред чинилаца који ће бити наведени у наставку, етиологија овог синдрома није до краја изучена, али се сматра да је повезана са катехоламинским хормонима или високом осетљивошћу на ове хормоне.
Према досадашњим истраживањима акутни коронарни синдром (АКС) најчешће може бити изазван; повећаним захтевом срчаног мишића (миокарда) за кисеоником и нутријентима у стањима:
- након тромбозе или руптуре атеросклеротског плака.
- изазваним емоционалним или физиолошким стресом (дехидратација, искрвављења, хипотензија, тиреотоксикоза и оперативни захвати)
- изазваним физичким напором,
- изазваним анемијом и хипоксемијом, које преципитирају настанак миокардне исхемије у одсуству опструкције коронарног протока.

Тромбоза и руптура атеросклеротског плака као узрок АКС
Акутни коронарни синдром (АКС), најчешће је проузрокован атеросклерозом, након дисрупције претходно хемодинамски безначајне лезије (атеросклеротског плака који је подложан руптури). Наиме вулнерабилни плака, који је обично састављен од језерцета липида, бројних запаљењских ћелија и танког фиброзног омотача, може да руптурира и излије свој садржај у лумен срчаног крвног суда и тако изазове његову делимичну или потпуну опструкцију, са последичним стварањем тромбоцитно-фибринског тромба, инфламацијом, вазоконстрикцијом и микроемболизацијом.
Руптура плака, као најзначајнијег покретача коронарне тромбозе, узрокована је разлагањем фиброзног омотача, као последица деловања металопротеиназе (колагеназе) пореклом из активираних запаљењских ћелија. Овај догађај прати активација путева коагулације, агрегација тромбоцита, и вазоконстрикција. Овај процес кулминира коронарном интралуминални тромбозом и васкуларном оклузијом различитог степена, са дисталном емболизацијом или без ње. 
Плак руптурира као последица динамичке интеракције између његове унутрашње вулнерабилности и механичких снага наметнутих плаку. Као окидачки механизам наводи се пораст симпатичке активности праћене порастом крвног притиска, фреквенције срца, и протоком крви. Зато је АКС чешћи у првим сатима после буђења, за време физичког напора и стреса.
Емоционални или физиолошки стрес као узрок АКС
Међутим синдром који се састоји од бола у грудима, исхемијских промена СТ и Т таласа на ЕКГ, повећаног нивоа биолошких маркера миокардног оштећења, и транзиторног балонирања врха леве комора (Такатсубо синдром), доказано је да се може јавити и у одсуству клиничких знакова коронарне артеријске болести, након емоционалног и физичког стреса.
Физички напор као узрок ангинозног бола
Када физички напор, или други „окидач“, ангинозног бола делује довољно дуго, а сама бол траје више од 20 минута, постоји велика је вероватноћа за изумирања одређеног дела срчаног мишића, што је иреверзибилан процес. То се патолошки манифестује некрозом ткива, а клинички се описује као
инфаркт миокарда. На том месту се касније ствара ожиљка на срцу, који тај део миокарда чини  нефункционалним, због губитка контрактилне функције. У зависности од величине погођене артерије
инфарктом, зависи и величина оштећења срца. У случају да је инфарктом погођена нека од великих
артерија болесник доста тешко преживи инфаркт.
Уколико се на време узме лек који ће успоставити нормалну циркулацију, све промене се повлаче, што ангинозне тегобе чини реверзибилним процесом. У другим случајевима особа постаје инвалид, коме су физичке активности ограничене, јер сваки следећи инфаркт код те особе може довести до смртног исхода.
Остали узроци АКС
АКС могу узроковати (ретко): 
- артеритис (запаљење артеријског зида),
- траума,
- дисекција аорте,
- тромбоемболизам,
- злоупотреба психоактивних супстанци (кокаин, екстази, амфетамини) и
- компликације током катетеризација срца.

Манифестације АКС могу бити различите, иако деле исти патофизиолошки супстрат. Главни симптом који упућује на дијагнозу је бол у грудима, али се кардиолошка класификација болесника заснива на електрокардиограму(ЕКГ). 
У складу са наведеним критеријумом, болесници се разврставају у две категорије. 
- Прва категорија, су болесници са типичним акутним болом у грудима и перзистентном (више од 20 минута) елевацијом СТ сегмента на ЕКГ, која носи назив АКС са СТ елевацијом (СТЕ-АКС). Код већине болесника из ове категорије на крају се развије инфаркт миокарда са СТ елевацијом (СТЕМИ).
- Друга група, су болесници са акутним болом у грудима али без перзистентне елевације СТ сегмента (која носи назив НСТЕ-АКС). Ова категорија болесника има депресију СТ сегмента или инверзију, Т таласа, аплатиране Т таласе, или немају ЕКГ промене. Код ове групе болесника развија се инфаркт миокарда без СТ елевације (НСТЕМИ)

Код СТЕМИ болесника тромб је богат фибрином, и најчешће врши потпуну оклузију срчаног крвног суда, док је у НСТЕМИ тромб углавном тромбоцитни, а оклузија је делимична или интермитентна. Како тромб расте, његови делови, се откидају и могу довести до емболизације коронарне  микроциркулације,  са зоном некрозе миокарда (срчаног мишића), што може имати за последицу пораст кардијалних тропонина.

## Фактори који утичу на манифестацију и исход АКС
На манифестацију и исход АКС утиче; 
- Тежина и трајање коронарне опструкције
- Површина хипоксијом захваћеног срчаног мишића
- Захтев срчаног мишића за кисеоником и нутријентима
- Способности остатка срчаног мишића да компензује оштећење.

## Клиничка слика
Главни симптом АКС је типична, ангина пекторис (бол у грудима). Ангинозни бол доминира клиничком сликом и изазван је исхемијом миокарда у условима повећане потрошње кисеоника. 
Карактеристике ангинозног бола
Бол, болесници обично описују, као осећај притиска у грудима или као стезање, паљење у пресрчаном пределу са зрачењем у врат, раме, руке, леђа и стомак, који се поново јавља након активности (због повећане потребе за кисеоником и након минималног напора). 
Бол је најчешће у грудом кошу, локализован централно или лево и шири се у лево раме и руку, врат, вилицу. Мање често бол је епигастричан и наводи болесника или лекара на сумњу да се ради о гастроинтестиналним манифестацијама. 
Бол се ретко шири на десну страну грудног коша или интерскапуларно. Озбиљан бол који се шири кроз грудни кош у леђа упућује на аортну дисекцију а не на АКС. 
Локализацију бола који болесник означава прстом ретко је исемијска, јер исхемијска бол заузима обично веће подручје, грудног коша.
Остали симптоми у АКС
Од осталих симптома наводи се диспнеја у напору која прати бол у грудима или се смирује приликом одмора, знојење због деловања симпатикуса, мучнина због стимулације вагуса и смањена толеранција на напор.
Међутим, сви пацијенти не осећају бол у грудима. Такви болесници могу имати нелагодности у пределу врата, вилице, ува, руке, или епигастријума. Неки болесници, укључујући и оне који су старији или који имају шећерну болест, такође су без бола. Они се жале само на епизоде кратког даха, изражену слабост,  мучнину и повраћање. Код старијих особе такође се могу јавити и изоловани поремећаји менталног статуса, без пратећег бола Они са већ постојећим поремећајем менталног статуса или деменцијом најчешће се не сећају последњих симптома и у анамнези не наводе никакве тегобе.

## Дијагноза
Дијагноза АКС се поставља на основу; анамнезе, физикалног налаза и допунских испитивања.

### Анамнеза
У анамнези акутног коронарног синдрома најзначајније подаци су они који описују особине или карактеристике ангинозног бола;
| Карактеристике бола у ангини пекторис | Карактеристике бола у ангини пекторис |
| Бол                                   | Презентација бола |
| ------------------------------------- | --- |
| Карактер                              | Обично чврст, стежући, у виду притиска, тупости, тежине, жарења, осећаја гушења (диспнеја), понекад праћен повраћањем. Дисање и промена положаја немају утицаја на оштрину бола Одсутна нелагодност у грудима (нпр., диспнеја, повраћање, измењени сензоријум)                                                                                         |
| Локализација                          | Централни простор грудног коша, иза грудне кости (често дифузно у било ком пределу између дерматома) Ретростерналnно или субстернално, изнад дојке, лево једнострано, напред једнострано, горњи део трбуха, раме, врат, руке, позади у предео лопатице. Локација бола у зубима, вилици, доњем делу лица (изнад дерматома) често је нејасне етиологије. |
| Ширење                                | Једнострано или обострано у руке, рамена, врат, доњи део лица, вилице, ухо или назад у леђа и епигастријум |
| Преципитација                         | Због напора или узбуђења, након оброка, статичког напора, за време хладног времена |
| Трајање                               | До 15 минута, ако траје дуже - сумњати на срчани удар |
| Погоршање                             | Ако се напор настави |
| Олакшање                              | Након пар минута одмора или примене нитроглицерина сублингвално (под језик), кисеоника, смањења стресног надражаја, лекова против болова или плацебо коктела. |
| Озбиљност                             | Блага до озбиљна (1/10 до > 10/10) |

Већина пацијената ангину пекторис чешће доживљава као нелагодност у грудима иза грудне кости, него као јасно дефинисан бол. Један део пацијената ангину пекторис описује као притисак, тежину, стискање, жарење, или осећај дављења или гушења. Други део пацијената користи придеве за ангинозне тегобе, описујући их као досадне, болове, или стискање. Разноликост анамнестичких података у историји болести вероватно је повезана са старошћу пацијената, полом, расом, културом и образовањем.

### Физикални налаз
Физикални налаз може бити нормалан или се манифестује: 
- хипотензијом (која је последица дисфункције комора због акутног инфаркта миокарда, миокардне исхемије или валвуларне дисфункције),
- хипертензијом која може преципитирати ангину пекторис или одражавати повећане нивое катехоламина због анксиозности или егзогене симпатичке стимулације,
- знојењем,
- едемом плућа или други знаци срчане декомпензације,
- екстракардијалним васкуларним обољењем,
- хладна и бледа кожа са презнојавањем код болесника са кардиогеним шоком,
- васкулаторним променама на срцу - трећи срчани, често и четврти срчани тон и систолни шум повезани са опструкцијом излазног тракта леве коморе а касноинспиријумски пукоти указују на дисфункцију леве коморе или митралну регургитацију.

### Допунска испитивања
ЕКГ
У хитним стањима ЕКГ је најзначајнији дијагностички тест код АКС. ЕКГ промене које могу бити присутне код ангине пекторис су: транзиторна елевација СТ сегмента, диманички промене Т таласа (инверзије, нормализација, хиперакутне промене) и депресија СТ (јункциона, нисходна и хоризонтална).
Акутни коронарни синдром може се повремено појавити и у одсуству електрокардиографских промена или пораста биохемијских маркера, када на дијагнозу АКС указује присуство раније документоване болести срчаних крвних судова или касније добијени пратећи налази.
Значај ЕКГ огледа се у томе што карактеристике електрокардиограма одређује непосредан приступ болеснику са акутним коронарним синдромом. Пре свега на  основу присуства или одсуства СТ елевација. У комбинацији са клиничком презентацијом, СТ елевација у акутном коронарном синдром је дефинисана присуством ≥ 1 mm СТ елевације у најмање два суседна одвода, ≥ 2  mm СТ елевације у најмање два суседна прекордијалном одвода, или почетним блоком гране Хисовог снопа. У недостатку СТ елевација (НСТЕМИ), болесник може остати без лечења хитном реперфузијом.
Лабораторијски тестови
Лабораторијски налази који су корисни у дијагностици АКС су: одређивање нивоа изоензима креатинин киназе (ЦК МБ), ниво срчаног тропонина, ниво миоглобина, комплетна крвна слика и метаболички параметри.
Имиџинг тестови
Радиографске методе које се користе у дијагностици АКС су: радиографија грудног коша, ехокардиографија, миокардна перфузија, коронарографија, компјутеризована томографија (ЦТ ангиографија и ЦТ калцијумски скоринг коронарних артерија).

## Диференцијална дијагноза
Диференцијално дијагностички треба имати у виду следећа стања и болести:
- Акутни перикардитис
- Анксиозни поремећаји
- Аортна стеноза
- Срчана астма
- Кардиомиопатије
- Гастроентеритис и езофагитис
- Хипертензивне кризе у ургентној медицини
- Инфаркт миокарда
- Миокардитис

Новооткривени случајеви ангине се теже дијагностикује, јер су симптоми често нејасни и слични онима изазваних другим (напред наведеним) стањима.

## Терапија
Иницијална терапија АКС треба да се фокусира;
- на стабилизацију стања болесника,
- ублажавањем исхемичног бола,
- примену антитромболитичке терапије како би се смањило оштећења миокарда и спречила даља исхемија.

У ту сврху, као иницијална терапија може се применити; морфин (или фентанил) за контролу бола, кисеоник и сублингвално или интравенски (ИВ) нитроглицерин, за ублажавање исхемије, растворљиви облици аспирина 162-325 mg, и клопидогрел у дози од 300 до 600 mg, за уклањање тромба.
Код потпуне оклузије без знакова колатерализације крвних судова након инфаркт, мало је корисно „гурати нитрате“. 
Болеснике се високим ризиком инфаркта миокарда без елевације СТ-сегмент (НСТЕМИ АКС) треба сместити у одељење интензивне неге и одмах започети агресивно лечење, укључујући аспирин, клопидогрел, хепарин,  тромбоцитни гликопротеин IIb/IIIa, сложене блокаторе (нпр, тирофибан, ептифибатид) и бета блокатор. Циљ овог лечења је рана реваскуларизација миокарда.
Болесници са средње тешким ризиком са НСТЕМИ АКС треба убрзано да прођу кроз дијагностичко испитивање и даљу процену ради утврђивања одговарајуће категорије ризика.
Болесници ниског ризика са НСТЕМИ АКС треба да прођу кроз даље праћење биомаркера и клиничку процену. Оптималне медицинске терапије ових болесника укључују стандардну терапију, бета блокаторима, аспирином, и хепарином. Како клопидогрел код нестабилне ангине може да спречи текући догађај треба га користи чак и код болесника са малим ризиком.

## Компликације
Компликације исхемије код АКС, укључују едем плућа, док инфаркт миокарда укључује руптуру папиларног мишића леве коморе и коморског септума (преграде) срца.